# Glossadelphus ovalifolius
Glossadelphus ovalifolius là một loài Rêu trong họ Hypnaceae. Loài này được (Besch.) Broth. mô tả khoa học đầu tiên năm 1925.